# 224P/LINEAR-NEAT
224P/LINEAR-NEAT, komet Jupiterove obitelji